# Каністота (Південна Дакота)
Каністота (англ. Canistota) — місто (англ. city) в США, в окрузі Маккук штату Південна Дакота. Населення — 631 особа (2020).

## Географія
Каністота розташована за координатами 43°35′52″ пн. ш. 97°17′33″ зх. д. / 43.59778° пн. ш. 97.29250° зх. д. (43.597757, -97.292582).  За даними Бюро перепису населення США в 2010 році місто мало площу 1,45 км², уся площа — суходіл.

## Демографія
Згідно з переписом 2010 року, у місті мешкало 656 осіб у 242 домогосподарствах у складі 159 родин. Густота населення становила 452 особи/км².  Було 281 помешкання (194/км²).
Расовий склад населення:
| - 95,0 % — білих - 2,0 % — корінних американців - 0,5 % — азіатів - 0,2 % — вихідців з тихоокеанських островів |

До двох чи більше рас належало 1,5 %. Частка іспаномовних становила 2,3 % від усіх жителів.
За віковим діапазоном населення розподілялося таким чином: 24,8 % — особи молодші 18 років, 53,9 % — особи у віці 18—64 років, 21,3 % — особи у віці 65 років та старші. Медіана віку мешканця становила 43,3 року. На 100 осіб жіночої статі у місті припадало 97,6 чоловіків;  на 100 жінок у віці від 18 років та старших — 86,0 чоловіків також старших 18 років.
Середній дохід на одне домашнє господарство  становив 59 595 доларів США (медіана — 50 882), а середній дохід на одну сім'ю — 70 946 доларів (медіана — 54 063). За межею бідності перебувало 12,6 % осіб, у тому числі 17,6 % дітей у віці до 18 років та 17,9 % осіб у віці 65 років та старших.
Цивільне працевлаштоване населення становило 282 особи. Основні галузі зайнятості: освіта, охорона здоров'я та соціальна допомога — 29,8 %, мистецтво, розваги та відпочинок — 9,2 %, сільське господарство, лісництво, риболовля — 8,5 %.